# Wilf Charlton
Wilfred Sydney Charlton (12 tháng 9 năm 1933 – tháng 1 năm 2016) là một cầu thủ bóng đá người Anh thi đấu ở vị trí wing half ở Football League cho Southport và Tranmere Rovers. Ông đầu quân cho Portsmouth và Huddersfield Town mà không đá ở Giải vô địch trận nào, và cũng thi đấu cho Sankeys.